# 第五艦隊 (日本海軍)
第五艦隊（だいごかんたい）は、大日本帝国海軍に存在した艦隊。最初の第五艦隊は支那事変時の1938年（昭和13年）2月1日に新編され支那方面艦隊に所属して華南方面に進出した。バイアス湾上陸作戦、海南島攻略作戦など、幾度かの上陸戦（水陸両用作戦）に参加している。1939年（昭和14年）11月15日付で「第二遣支艦隊」に改称された。
二代目の第五艦隊は、1941年（昭和16年）7月25日に日本列島東方海面の哨戒、ソビエト連邦への警戒、アリューシャン列島方面作戦を目的に新編された。太平洋戦争勃発後、軍隊区分としては北方部隊となった。麾下部隊が西太平洋の哨戒を実施、ドーリットル空襲では漁船を改造した特設監視艇が第16任務部隊を発見した。1942年（昭和17年）5月以降のアリューシャン方面の戦いでは、アッツ島やキスカ島に関わる作戦や海戦に参加する。1943年（昭和18年）7月のキスカ島撤退作戦後、8月5日付で新編された北東方面艦隊の隷下となる。引き続き、千島列島、オホーツク海、北海道周辺の輸送作戦や哨戒任務、警戒任務に従事した。
1944年（昭和19年）6月、サイパンの戦いで逆上陸をおこなうため、北東方面から日本列島に呼び戻される。8月1日、兵力区分において第二遊撃部隊となり、小沢機動部隊の固有兵力になった。
10月中旬の台湾沖航空戦で、誤報にともなう残敵掃討のため日本本土から出撃した。混乱の末に、捷一号作戦にともなうレイテ沖海戦（比島沖海戦）では、“志摩艦隊”としてスリガオ海峡夜戦に参加した。その後も多号作戦や礼号作戦に従事した。1945年（昭和20年）2月5日に解隊されて、一部は第十方面艦隊に編入された。

## 第五艦隊 (初代)
最初の第五艦隊は、日中戦争において多数の艦隊を指揮していた支那方面艦隊の増援部隊として、1938年（昭和13年）2月1日付で編制された。塩沢幸一司令長官は重巡洋艦妙高を旗艦に指定した。
第五艦隊の新編により、支那方面艦隊は麾下に三個艦隊（第三艦隊・第四艦隊・第五艦隊）を擁し、北支方面に第四艦隊を（北支部隊）、中支方面に第三艦隊を（中支部隊）、南支（華南）方面に第五艦隊（南支部隊）を充当することになった。
南支部隊（指揮官塩沢幸一第五艦隊司令長官）の軍隊区分は、主隊（妙高）、北方部隊（第十戦隊第2小隊、第1砲艦隊、第3駆逐隊、第1防備隊）、南方部隊（第五水雷戦隊、多摩、東沙島通信隊）、南支第一航空部隊（第三航空戦隊司令官指揮）、南支第二航空部隊（第一航空戦隊司令官指揮）、南支第三航空部隊（第四航空戦隊司令官指揮）、聯合空襲部隊（第一空襲部隊〈二聯空〉、第二空襲部隊〈一聯空〉）となった。
同年5月1日、第五艦隊司令長官を指揮官とするD部隊が編成され、厦門攻略作戦「D作戦」がはじまった。10日、加賀航空隊の掩護下、海軍陸戦隊が厦門島に上陸した。20日、厦門攻略作戦は完了した。
同年10月上旬、第五艦隊は広東省攻略作戦への協力を開始する。海軍部隊は、陸軍輸送船団の護衛・航空兵力による地上支援をおこない、海軍陸戦隊も投入された。日本陸軍は「波号」作戦、日本海軍は「Ｚ号」作戦、作戦部隊を「Ｚ部隊」と呼称した。
同年12月15日、第五艦隊司令長官は塩沢中将から近藤信竹中将へ、五艦隊参謀長は田結少将から山口多聞少将に交代した。支那方面艦隊の戦力は縮小され、第五艦隊（南支部隊）は、第九戦隊（主隊）、第五水雷戦隊（南支監視部隊）、第二根拠地隊（珠江部隊）、第三根拠地隊（厦門部隊）、第三聯合航空隊（第六航空基地部隊）、附属部隊となった。
1939年（昭和14年）1月19日、大本営は海南島の攻略を発令し、日本陸軍は「登」号作戦、日本海軍は「Ｙ」作戦と呼称した。陸軍は第21軍が、海軍は第五艦隊が攻略作戦を実施する。Ｙ作戦のうち、陸軍と協同でおこなう海口方面攻略作戦を「甲作戦」、海軍のみでおこなう三亜や楡林方面攻略を「乙作戦」と呼称した。第五艦隊司令長官近藤信竹中将を指揮官とするＹ護衛艦隊が編成された。2月10日、陸海軍部隊は海南島に上陸作戦をおこなう。乙作戦は12日に発動し、14日に三亜や楡林を占領した。
同年6月中旬より日本軍は汕頭攻略作戦を実施、第五艦隊も作戦に参加した。22日までに、日本軍は同地を占領する。
9月12日、日本陸軍は中支那派遣軍を廃し、北支那方面軍指揮する支那派遣軍を編制した。
10月20日、第五艦隊長官は近藤中将から高須四郎中将に交代した。
11月上旬からは第21軍とともに広西省南寧において攻略作戦をおこない（陸軍は「和号作戦」、海軍は「Ｎ作戦」、中国側は桂南会战と呼称）、第五艦隊を基幹にＮ護衛艦隊が編成されている。加賀航空隊の掩護下、陸軍部隊が欽州市に上陸した。当時の国民革命軍は冬季攻勢を準備しており、12月から崑崙関の戦いが勃発した。
11月15日、日本海軍は支那方面艦隊の改定を実施した。支那方面艦隊の麾下に三個の遣支艦隊を編制し、第四艦隊を独立させたのである。従来の第三・第四・第五艦隊は「～遣支艦隊」に改名した。
このとき旧第三艦隊は「第一遣支艦隊」に、旧第四艦隊は「第三遣支艦隊」に改名した。旧第五艦隊は「第二遣支艦隊」に改称された。
太平洋戦争突入後、第一・第三遣支艦隊は規模を縮小して根拠地隊へ降格したが、第二遣支艦隊だけは敗戦まで艦隊を維持している。

### 編制
- 第九戦隊：妙高・多摩
- 第十戦隊：天龍・龍田
- 第五水雷戦隊：夕張
  - 第3駆逐隊：汐風・島風・帆風
  - 第16駆逐隊：朝顔・夕顔・芙蓉・刈萱
  - 第23駆逐隊：菊月・三日月・望月・夕月
- 第三航空戦隊：神威・香久丸・神川丸
- 第四航空戦隊：能登呂・衣笠丸

### 歴代司令長官（第二遣支艦隊改名まで）
1. 塩沢幸一中将：1938年2月1日[76] - 1938年12月15日[48]
2. 近藤信竹中将：1938年12月15日[48] - 1939年9月29日[77]
3. 高須四郎中将：1939年9月29日[77] - 1939年11月15日（改名後は第二遣支艦隊司令長官）[78]

### 歴代参謀長（第二遣支艦隊改名まで）
1. 田結穣少将：1938年2月1日[76] - 1938年12月15日[48]
2. 山口多聞少将：1938年12月15日[48] - 1939年11月15日[注 9]

## 第五艦隊 (二代目)

### 編制経緯
1938年（昭和13年）6月頃、「昭和十三年度帝国海軍作戦計画」の計画立案にあたり軍令部事務当局は日本陸軍と折衝をおこない、従来の対一国作戦主義を転回し、複数国との同時開戦・戦争遂行という作戦方針に到った。大本営海軍部/軍令部も同意した。支那事変（日中戦争）が長期化するなか、昭和天皇は同年9月6日に昭和十三年度帝国海軍作戦計画を裁可した。本計画において、日本海軍は日本列島東方海面の作戦に従事する「第五艦隊」を編制することに決した。アメリカ海軍がアリューシャン群島方面で基地建設をすすめ、また同方面での演習をおこなっていることも影響している。対米作戦における第五艦隊の作戦要領は、以下のとおり。
第一段作戦
一　本邦付近特ニ本邦東方海面ニ於ケル敵情偵察ニ任ズルト共ニ　敵ノ機動部隊ニ対シ警戒シ之ヲ捕捉撃滅ス
二　小笠原群島方面ノ防備ニ任ジ　第四艦隊横須賀鎮守府部隊及大湊要港部部隊ト協同シテ　敵ノ東洋ニ至ル交通路ヲ扼止ス
第二段作戦
南方諸島以北本邦東方海面ニ在リテ　要地ノ防備敵情偵察触接及敵勢ノ減殺ニ任ジ　聯合艦隊主力ノ作戦ニ策応ス
1939年（昭和14年）4月より、軍令部は支那方面艦隊を縮小する方向で研究をすすめた。まず第四艦隊と第五艦隊を支那方面艦隊からのぞいて独立艦隊とし、適宜訓練に従事させる方針であった。同年9月1日、第二次世界大戦が勃発。同年11月15日の艦隊再編で、第四艦隊は予定どおり独立艦隊となったが（前述）、第五艦隊の新編と独立は見送られた。

### 発足

#### 北東方面
1941年（昭和16年）6月22日、ヨーロッパで独ソ戦がはじまると、日本も7月2日に「情勢ノ推移ニ伴フ帝国国策要綱」を決定した。極東におけるソ連海軍と航空兵力に備えて警戒兵力を増強する気運がたかまり、永野修身軍令部総長は7月10日に天皇へ上奏し、第五艦隊新編の裁可を得た。7月25日、日本海軍は第五艦隊（司令長官：細萱戊子郎）を新編し、連合艦隊に編入した。新編時の第五艦隊の戦力は、第二十一戦隊の球磨型軽巡洋艦2隻、鴻型水雷艇2隻の合計4隻で、第五艦隊司令長官は軽巡多摩を旗艦にした。
その後、予定どおり第21戦隊に特設水上機母艦君川丸を編入し、また特設巡洋艦で編制された第22戦隊や、10月1日付新編の第七根拠地隊を、漸次第五艦隊に編入した
1941年（昭和16年）12月8日の太平洋戦争開戦と共に、千島列島～本土東海上～小笠原諸島に展開した。軍隊区分としては“北方部隊”と呼称し、最初の任務は真珠湾攻撃をおこなう南雲機動部隊の航路警戒と支援であった。当時の北方部隊は太平洋での哨戒が主任務であった。アリューシャン列島占領に関しては兵力も足らず、ソビエト連邦への配慮もあり、具体的な攻略計画はなかった。その後、アメリカ海軍の空母機動部隊や長距離爆撃機対策のため、西部アリューシャン攻略作戦が立案された。
1942年（昭和17年）3月10日、連合艦隊は軍隊区分を変更し、南方作戦に参加していた第二艦隊隷下の第五戦隊より重巡「那智」を北方部隊に編入した。これは同艦を第五艦隊旗艦として使用するための措置であり、旗艦設備や防寒工事をおこなった（制式編入は7月14日付）。
4月18日、第五艦隊隷下の第二十二戦隊に所属する特設監視艇部隊（通称“黒潮部隊”、民間徴用の漁船部隊）の第二十三日東丸がハルゼー提督麾下のヨークタウン級航空母艦2隻を発見した。第16任務部隊の攻撃で日東丸と長渡丸が撃沈され、他の艦艇にも被害があった。その後も、監視隊は哨戒任務を続行した。
AL作戦にともない、北方部隊（指揮官細萱戊子郎第五艦隊司令長官、旗艦「那智」）には諸方面から部隊や艦艇が編入された。
5月末以降、北方部隊はアリューシャン列島への進出を図る。第二機動部隊（指揮官角田覚治少将／第四航空戦隊司令官）がアマクナック島ダッチハーバーを空襲したした。この空襲で龍驤の零式艦上戦闘機が不時着して鹵獲された（アクタン・ゼロ）。6月7日から8日にかけて、北方部隊はアッツ島の占領、キスカ島の占領に成功した。また南方作戦の完了と第二段作戦開始に伴い、小笠原諸島の警備を横須賀鎮守府に委譲している
連合軍はアリューシャン方面ですぐに反攻作戦をおこなわず、爆撃機による空襲、潜水艦による襲撃（7月5日の海戦など）、太平洋艦隊から抽出した巡洋艦による艦砲射撃などで日本軍を牽制した。それにともない、北方部隊（第五艦隊）の出動機会も多くなる。日本軍もアッツ島とキスカ島の長期確保の方針を決定した。第五艦隊はアッツ島再占領など、同方面で輸送や補給作戦に従事したが、輸送船の損害により防衛計画に悪影響が生じた。敵潜水艦の活動と、飛行場の設営に失敗したことが、日本軍敗北の一因となった。
1943年1月末、重巡「摩耶」、第6駆逐隊、第12潜水隊（伊168、伊169、伊171
）が北方部隊に編入された。「那智」は内地で修理と整備をおこない、その間の第五艦隊旗艦は「摩耶」であった。北方部隊は重巡2隻（那智、摩耶）を揃える。3月末のアッツ島沖海戦後、司令長官が細萱戊子郎中将から河瀬四郎中将に交代した。「那智」は修理のため横須賀に戻り、第五艦隊司令長官は「那智」が戻るまで「摩耶」に将旗を掲げた。4月1日、連合艦隊戦時編制の改訂により第一水雷戦隊と第七潜水隊を編入した。
アッツ島の戦いでは、アッツ島への強行増援輸送も実施予定だったが、悪天候で中止されている。第一水雷戦隊司令官森友一少将の急病により、6月8日付で木村昌福少将が補職された。木村司令官が指揮する第一水雷戦隊は、他艦隊からの臨時編入艦を指揮し、キスカ島からの陸上部隊撤退に成功した（キスカ島撤退作戦）。1943年8月5日、日本海軍は第五艦隊と第十二航空艦隊（1943年5月18日、新編）により北東方面艦隊を編制した。軍隊区分としては北東方面部隊と呼称した。北東方面部隊の隷下にあって、北方部隊（第五艦隊）は引き続き日本列島北東方面の作戦を担当した。
キスカ島撤退以降は水上艦同士の戦闘はおきず、潜水艦の襲撃で損耗した。1944年（昭和19年）2月11日、第二十二戦隊が第五艦隊より削除され、北東方面艦隊に編入された。同時期、南西方面艦隊隷下の第十六戦隊に所属していた重巡足柄が同戦隊から除かれ、第二十一戦隊に編入された。
1944年6月中旬のマリアナ沖海戦では連合艦隊の任務に従事した。この海空戦で第一機動艦隊／第三艦隊（司令長官小沢治三郎中将）が空母3隻を失い航空隊も大損害をうける。大本営はアメリカ太平洋艦隊に包囲されたサイパン島を救うため、日本陸軍増援部隊を緊急輸送することを企図し、北方部隊（第五艦隊）と臨時編入部隊が作戦準備をおこなった。だが作戦成功の見込みがなく、大本営陸海軍部は6月25日にサイパン放棄を決定する。6月末から7月上旬にかけて、第五艦隊や第十一水雷戦隊などは小笠原諸島への緊急増援「伊号輸送」を実施した。伊号作戦終了後、第五艦隊は次期作戦方針が決定するまで、北方へ戻った。

#### 第二遊撃部隊
日本海軍は決戦に備え、艦隊の編制と兵力部署を大幅に見直す。
8月1日、第三段作戦の新兵力部署が全面改定された。従来、機動部隊（略称“KdB”。指揮官：小沢治三郎中将／第一機動艦隊司令長官、機動部隊本隊“KdMB”指揮官）隷下にあった第二艦隊が兵力部署において第一遊撃部隊（略称“1YB”、通称“栗田部隊”）となった。第一遊撃部隊（第二艦隊基幹）はリンガ泊地に進出していた。
北方部隊（指揮官、北東方面艦隊司令長官）の隷下にあった第五艦隊は、機動部隊（指揮官：小沢中将）の隷下となり、第二遊撃部隊（略称“2YB”）に区分された。第二遊撃部隊の主戦力は第五艦隊（第二十一戦隊、一水戦）、連合艦隊付属部隊（扶桑型戦艦2隻など）、第三航空戦隊の一部、第四航空戦隊の伊勢型航空戦艦2隻であった。他に新造の松型駆逐艦が大部分をしめる第十一水雷戦隊も編入された。軍令部の中には第二遊撃部隊をさらに増強し、第五艦隊司令長官直率の第二戦隊（長門、山城、扶桑）を新編、第五戦隊を妙高型重巡洋艦4隻（那智、足柄、妙高、羽黒）に戻して第五艦隊に編入する計画もあったが、諸事情により実現しなかった。
こうして第二遊撃部隊は訓練部隊、機動部隊の前衛および護衛という任務を担った。機動部隊（本隊、第二遊撃部隊）は内地に留まり航空隊の練成を行いつつ、自らも訓練に従事する。また他部隊や所属艦と、共同訓練を行うこともあった。一例として8月下旬には、修理を終えた駆逐艦「雪風」が、内海西部で第二遊撃部隊の対潜訓練に協力している。
1944年10月中旬の台湾沖航空戦に大勝したと誤認した連合艦隊は、10月14日、西日本所在の第二遊撃部隊を「残敵掃討」と「不時着機搭乗員救助」のために出撃させる（連合艦隊電令作第348号）。第二遊撃部隊に所属していた秋月型駆逐艦と、第十一水雷戦隊は、機動部隊主隊に編入される形で内地に残された。さらに情況次第では、内地の第四航空戦隊と、リンガ泊地の第一遊撃部隊も残敵殲滅に投入予定であった。
第二遊撃部隊（那智、足柄、第一水雷戦隊）は沖縄東方を南下したが、10月15日から16日かけて入手した無電や敵機触接により形勢不穏と判断し、慎重な航海を続けた。アメリカ海軍の空母機動部隊が健在であることが判明し、奄美大島に避退して燃料補給を実施、つづいて澎湖諸島にむかった。
10月18日、連合艦隊は第二遊撃部隊に第十六戦隊を編入した。さらに第二遊撃部隊を機動部隊から除き、南西方面部隊（指揮官三川軍一中将、南西方面艦隊司令長官）に編入した。これは第二遊撃部隊を海上機動作戦と逆上陸に従事させるための措置であった。
上級部隊（連合艦隊、南西方面部隊）からの命令が錯綜する中、第二遊撃部隊は志摩部隊として澎湖諸島馬公市、カラミアン諸島コロン島を経由して、レイテ湾に向けて突入した。
既述のように、第二遊撃部隊は第一機動艦隊（小沢機動部隊）の固有兵力であった。その第二遊撃部隊が南西方面部隊に編入されたので機動部隊本隊の戦力が不足し、訓練部隊と対潜部隊を航空母艦の護衛に使わざるを得なくなった。
第二遊撃部隊の方も、連合艦隊直率部隊になった第一遊撃部隊（通称“栗田部隊”）および第一遊撃部隊第3部隊（第一遊撃部隊支隊とも。通称“西村部隊”）との協調も曖昧なまま、スリガオ海峡へ突入を余儀なくされた。
10月25日の夜戦で志摩艦隊も打撃を受け、また分派した駆逐艦2隻が沈没した。
第一遊撃部隊第4部隊だった第十六戦隊（司令官左近允尚正少将）は、18日の連合艦隊電令作第359号により、第二遊撃部隊に編入された。
当面、陸軍部隊の輸送任務を担うことになった。第十六戦隊の固有艦艇に加えて、第一号型輸送艦3隻、第百一号型輸送艦2隻が指揮下に入った。
だがブルネイからフィリピンに向けて移動中に重巡「青葉」が潜水艦の雷撃で大破した。「青葉」をマニラに残し、軽巡「鬼怒」と駆逐艦「浦波」は陸軍部隊レイテ輸送任務のためマニラを出撃する。ミンダナオ島カガヤンからレイテ島オルモックに移送、帰路の10月26日にマスバテ島南方ビサヤン海で空襲を受け撃沈された。第一号型輸送艦3隻（第一輸送隊）と、第百一号型輸送艦2隻（第二輸送隊）によるオルモック輸送は成功した。その後、第101号輸送艦と第102号輸送艦は第二次輸送に従事したが、オルモック海岸で空襲を受け沈没した。
10月27日、南西方面部隊第二遊撃部隊掩護部隊となる。
レイテ沖海戦に勝利したと判断した日本軍はレイテ決戦の方針を固め、その一環としてレイテ島に増援部隊を輸送する。これを多号作戦と呼称した。第61駆逐隊や、第二水雷戦隊が編入された第二遊撃部隊（第五艦隊）は、主力部隊として活動する。
だが多号作戦やマニラ空襲で沈没艦が続出した。第二遊撃部隊もマニラから撤退した。
11月中旬、大本営は戦時編制の大幅な変更を実施、第五艦隊隷下にあった第一水雷戦隊が解隊され、その穴埋めとして第三十一戦隊が編入された。
この状況下でミンドロ島の戦いが勃発した。マニラに出張した連合艦隊司令部（草鹿龍之介参謀長、神重徳首席参謀）の督促もあって、南西方面艦隊は第二遊撃部隊に出撃を命じる。こうして礼号作戦が実施された。
12月5日、北東方面艦隊が解隊される。それにともない、第五艦隊は南西方面艦隊に編入された。1945年（昭和20年）2月5日、第五艦隊は解隊され、所属艦艇は新編された第十方面艦隊（司令長官福留繁中将）などに組み込まれた。

### 部隊変遷

#### 編制

##### 1941年7月25日、新編時の編制
- 第21戦隊：多摩・木曾
- 附属：鷺・鳩

##### 1941年12月10日、太平洋戦争開戦当時の編制
- 第21戦隊：多摩・木曾・君川丸
- 第22戦隊：粟田丸・浅香丸
- 第7根拠地隊[264]
  - 第10砲艦隊・第17掃海隊・第66駆潜隊
  - 父島海軍航空隊[265]（九四式水上偵察機）[266]・第7防備隊
- 附属：鷺・鳩

##### 1942年4月10日、昭和17年度帝国海軍戦時編制
- 第21戦隊：多摩・木曾
- 第22戦隊：粟田丸・浅香丸・赤城丸[267]
- 第7根拠地隊：父島海軍航空隊（零式水上偵察機）[268]
  - 吉田丸、まがね丸、第17掃海隊、第66駆潜隊、第7防備隊[269]
- 附属
  - 駆逐艦：帆風・汐風
  - 特設艦船：君川丸、興和丸、第二日の丸、第十複栄丸、神津丸、第一雲洋丸、第一監視艇隊、第二監視艇隊、第三監視艇隊

#### 1942年6月1日、MI作戦およびAL作戦中の編制
戦時編制と軍隊区分で大きな差があるので注意
- 第21戦隊：多摩（4月10日以降、第五艦隊司令長官は旗艦を那智に変更）[105]、木曾
- 第22戦隊：粟田丸、赤城丸、浅香丸
- 第7根拠地隊
- 附属
  - 帆風、汐風、君川丸・まがね丸など
- 備考：北方部隊（指揮官／第五艦隊司令長官）旗艦「那智」[273]（第五艦隊司令長官座乗）[注 28]

##### 1942年7月14日、ミッドウェー海戦後の編制
- 第21戦隊：那智[276][270]・多摩・木曾
- 第22戦隊：粟田丸・赤城丸・浅香丸
- 父島方面特別根拠地隊
  - 第17掃海隊・まがね丸・江戸丸
  - 父島海軍航空隊・父島海軍通信隊
- 附属：帆風・汐風
  - 第26潜水隊[277]：呂61・呂62・呂65・呂67
  - 第33潜水隊[277]：呂63・呂64・呂68
  - 第13駆潜隊・第1～3監視艇隊・君川丸・興和丸・第2日の丸・第10福栄丸・神津丸・第1雲洋丸
  - 第5警備隊

##### 1943年4月1日、昭和18年度帝国海軍戦時編制
- 第21戦隊：那智・多摩・木曾
- 第22戦隊：粟田丸・赤城丸・浅香丸・昭興丸・新京丸・神津丸・第1監視艇隊・第2監視艇隊・第3監視艇隊
- 第一水雷戦隊[141]：阿武隈
  - 第9駆逐隊：朝雲・白雲・薄雲
  - 第21駆逐隊：初春・初霜・若葉
- 第51特別根拠地隊：第5警備隊、第452海軍航空隊、第51通信隊
- 附属：君川丸
  - 第7潜水隊：伊2・伊5・伊6
  - 第32防空隊・第30施設隊

##### 1944年1月1日、戦時編制制度改定後の編制
第五艦隊司令部（上級部隊：北東方面艦隊）
- 第21戦隊：那智・多摩・木曾
- 第22戦隊：赤城丸・神津丸・第1監視艇隊・第2監視艇隊・第3監視艇隊
- 第一水雷戦隊：阿武隈[注 29]
  - 第7駆逐隊：曙・潮・漣（1月14日にアルバコアの雷撃で沈没）
  - 第18駆逐隊：霞・不知火・薄雲
- 附属
  - 第7潜水隊
- その他[279]：朝山丸・日帝丸・明石山丸など

##### 1944年4月1日、戦時編制制度改定後の編制
第五艦隊司令部（上級部隊：北東方面艦隊）
- 第21戦隊：那智・足柄[280]・多摩・木曾
- 第一水雷戦隊：阿武隈
  - 第7駆逐隊：曙・潮
  - 第18駆逐隊：霞・不知火・薄雲
- その他[281]：日帝丸・明石山丸など

##### 1944年8月15日、連合艦隊戦時編制
第五艦隊司令部（上級部隊：北東方面艦隊）
- 第21戦隊[283]：那智・足柄・多摩・木曾[284][注 30]
- 第一水雷戦隊：阿武隈
  - 第7駆逐隊：曙・潮
  - 第18駆逐隊：霞・不知火・薄雲
  - 第21駆逐隊[288]：初霜・初春・若葉
- 補給部隊：日帝丸[289]

##### 1944年11月1日、南西方面部隊所属時
第五艦隊司令部（上級部隊：北東方面艦隊）ただし軍隊区分において南西方面部隊（指揮官南西方面艦隊司令長官）所属
- 第21戦隊：那智（11月5日[292]、マニラで空襲を受けて沈没[293]）・足柄
- 第一水雷戦隊[255]：木曾
  - 第7駆逐隊：潮・曙
  - 第18駆逐隊：霞
  - 第21駆逐隊：初霜・初春
- 付属：日帝丸（11月5日付でのぞかれる）・白崎・第2号天洋丸

##### 1944年11月15日、第一機動艦隊および第三艦隊解散時
第五艦隊司令部（上級部隊：北東方面艦隊）、軍隊区分において南西方面部隊（指揮官南西方面艦隊司令長官大川内傳七中将）所属 
- 独立旗艦：足柄[296]
- 第一水雷戦隊：軽巡木曾（11月13日のマニラ空襲で大破[297]、着底）
  - 第7駆逐隊：潮・曙・霞[注 31]
  - 第21駆逐隊：初霜・初春（11月13日のマニラ空襲で大破[299]、着底）・時雨[298]
  - 第31駆逐隊：沖波（11月13日のマニラ空襲で大破[299]、着底）・岸波・長波・浜波（長波と浜波は11月11日の多号作戦で沈没[300]、書類上の編入）
  - 駆逐艦島風（11月11日に多号作戦で沈没[300]、書類上の編入）

##### 1944年12月5日、南西方面艦隊編入時の編制
第五艦隊司令部（上級部隊：南西方面艦隊） 
- 独立旗艦：足柄[注 32]
- 第31戦隊[注 33]：五十鈴[262]（潜水艦の雷撃で損傷、修理中）[302]
  - 第30駆逐隊：夕月（12月13日、多号作戦で沈没）[304]・卯月（12月12日、多号作戦で沈没）[304]
  - 第43駆逐隊：竹・梅（1945年1月30日に沈没）・桐・槇・榧、桃（12月15日に沈没）
  - 第52駆逐隊：桑（12月3日に多号作戦で沈没）・杉・樅（1945年1月5日に沈没）・樫・檜（1945年1月7日に沈没）・楓
- 附属
  - 第21海防隊：第22号海防艦・第29号海防艦・第31号海防艦・第43号海防艦
  - 第933海軍航空隊

#### 軍隊区分

##### AL作戦
北方部隊（指揮官：第五艦隊司令長官細萱戊子郎中将）※以下はAL作戦発動時。作戦経過にともなう編成変更は省略。
- 主隊（指揮官：北方部隊指揮官／第五艦隊司令長官直率）[273]
  - 重巡洋艦那智（北方部隊旗艦）[306]
  - 第6駆逐隊第2小隊[307]：雷・電
- 第二機動部隊（指揮官：第四航空戦隊司令官角田覚治少将）
  - 第四航空戦隊：隼鷹・龍驤
  - 第四戦隊第2小隊：高雄・摩耶
  - 第7駆逐隊：潮・曙・漣
  - 補給部隊：帝洋丸
- AQ攻略部隊（指揮官：第一水雷戦隊司令官大森仙太郎少将）[308]アダック島・アッツ島攻略
  - 第一水雷戦隊：軽巡阿武隈[141]（3個駆逐隊欠）[注 34]
    - 第21駆逐隊：若葉・初春・初霜・子日
    - 特設敷設艦まがね丸（護衛艦：初霜）[313]
    - 特設運送船衣笠丸（護衛艦：子日）[313]
    - 陸軍北海支隊[314]（支隊長：穂積松年少佐）

  - 水上機部隊：特設水上機母艦君川丸・駆逐艦汐風
  - 補給部隊：富士山丸[315]
- AOB攻略部隊（指揮官：木曾艦長大野竹二大佐）キスカ島攻略
  - 第二十一戦隊：木曾・多摩
  - 第6駆逐隊第1小隊：響・暁
    - 駆逐艦帆風・特設巡洋艦浅香丸・特設運送船白山丸・球磨川丸
    - 快鳳丸・俊鶻丸・白鳳丸
    - 舞鶴鎮守府第三特別陸戦隊[316]（司令：向井一二三少佐）
- 潜水部隊（指揮官：第一潜水戦隊司令官山崎重暉少将）
  - 第一潜水戦隊
    - 「伊号第九潜水艦」
    - 第二潜水隊：伊号第十五潜水艦・伊号第十七潜水艦・伊号第十七潜水艦
    - 第四潜水隊：伊号第二十五潜水艦・伊号第二十六潜水艦
- 附属部隊・その他
  - 粟田丸・日産丸[317]

##### 1944年8月1日、第二遊撃部隊（第一兵力部署）
小沢治三郎中将（第一機動艦隊司令長官／第三艦隊司令長官）を指揮官とする、機動部隊の隷下。部隊や艦艇によっては、戦況により適宜2YBに編入されることになった。訓練部隊の十一水戦は入れ替りが激しい。
- 第二遊撃部隊“2YB”指揮官：第五艦隊司令長官志摩清英中将[163]
- 第五艦隊
  - 第21戦隊（志摩長官直率）那智・足柄・木曾[注 35]・多摩[注 36]
  - 第一水雷戦隊（司令官木村昌福少将）阿武隈
    - 第7駆逐隊：曙・潮
    - 第18駆逐隊：不知火・霞
- 第十一水雷戦隊（司令官高間完少将）
  - 軽巡長良（臨時に佐世保鎮守府部隊に所属中、8月7日沈没）[321][注 37]
  - （8月3日まで）[169]戦艦扶桑（旗艦）[170]、駆逐艦清霜・松・梅・竹・桃・桑
  - （8月3日から8月30日）旗艦桑[325]、桃、竹、梅、松、槇、桐、杉、清霜
  - （8月30日から8月31日）旗艦多摩[324]、駆逐艦槇、桐、杉
- 第61駆逐隊[179][注 38]：初月・秋月・涼月
- 連合艦隊付属[163]
  - 戦艦：山城[319]、扶桑[180]（8月3日まで十一水戦旗艦）[330]
  - 駆逐艦：雪風[180]（臨時）
  - 第21駆逐隊[注 39]：若葉・初春・初霜
- 第三航空戦隊の一部、第四航空戦隊[160][180]（情況に応じて機動部隊本隊に編入）[318]

##### 第二遊撃部隊、1944年9月1日以降
第二遊撃部隊指揮官：第五艦隊司令長官志摩中将（機動部隊指揮官：小沢治三郎中将の隷下）
- 第五艦隊
  - 第二十一戦隊：那智・足柄
  - 第一水雷戦隊（司令官木村昌福少将）阿武隈
    - 第7駆逐隊：曙・潮
    - 第18駆逐隊：不知火・霞
    - 第21駆逐隊：若葉・初春・初霜

  - 第十一水雷戦隊（司令官高間少将）多摩[注 40]
    - （9月1日から9月29日）桑、槇、桐、杉、樅
    - （9月30日）桑、桐、杉、樅、樫、榧、檜
- 第二戦隊（司令官西村祥治中将）[167][注 41]：山城・扶桑
- 第61駆逐隊：初月・秋月・涼月・若月
- 第41駆逐隊[注 42]：霜月[注 43]、冬月
- 重巡洋艦：最上[注 44]

臨時：第三航空戦隊、第四航空戦隊

##### 第二遊撃部隊、1944年10月18日以降
第二遊撃部隊指揮官：第五艦隊司令長官　志摩中将（南西方面部隊：指揮官三川軍一中将／南西方面艦隊司令長官の隷下）
- 第二遊撃部隊本隊：第二遊撃部隊指揮官（第五艦隊司令長官）直率[345]
  - 第五艦隊司令部
  - 第二十一戦隊：那智・足柄
  - 第一水雷戦隊（司令官木村昌福少将）阿武隈
    - 第7駆逐隊：曙・潮
    - 第18駆逐隊：不知火・霞
    - 第21駆逐隊：初春・初霜・若葉
- 第二遊撃部隊警戒部隊：指揮官左近允尚正少将[345]
  - 第十六戦隊（10月18日、第二遊撃部隊に編入）[199]司令官左近允尚正少将
    - 重巡青葉[注 46]・軽巡鬼怒・駆逐艦浦波

  - 第1輸送隊[349]：第一号輸送艦・第九号輸送艦・第十号輸送艦
  - 第2輸送隊[349]：第百一号輸送艦・第百二号輸送艦[245]

### 歴代司令長官
1. 細萱戊子郎中将：1941年7月25日[86] - 1943年4月1日[139]
2. 河瀬四郎中将：1943年4月1日[139] - 1944年2月15日[350]
3. 志摩清英中将：1944年2月15日[350] - 1945年2月5日[351]（解隊）

### 歴代参謀長
1. 中澤佑少将：1941年7月25日[86] - 1942年11月6日[352]
2. 一宮義之大佐：1942年11月6日[352] - 1943年3月19日[353]
3. 大和田昇少将：1943年3月19日[353] - 1943年11月17日[354]
4. 松本毅少将：1943年11月17日[354] - 1945年2月5日[351]（解隊）

### 上級部隊
- 連合艦隊：1941年7月25日 - 1943年8月5日
- 北東方面艦隊：1943年8月5日（新編） -1944年12月5日
- 南西方面艦隊：1944年12月5日 -1945年2月5日（解隊）